# Dvorac Carmine
Dvorac Carmine bio je dvorac u Napulju, Italija. Ovu utvrdu su sredinom 16. stoljeća izgradili Španjolci pod potkraljem Pedrom Álvarezom de Toledom kao dio španjolskih planova da grad okruže zidinama i utvrdama. Nalazio se na tadašnjem jugoistočnom uglu grada opasanog zidinama, a taj je zid tada skretao prema sjeveru. Tvrđava je imala veliku stratešku vrijednost u vojnoj povijesti grada sve do obrane Napuljske Republike 1799. protiv povratka rojalističkih snaga kralja Ferdinanda IV. Dvorac je srušen 1906. godine u sklopu velike urbane obnove Napulja tog razdoblja, kako bi se napravio prostor za modernu cestu uz more i napuljsku luku. Dvije kule i fragmentarne ruševine još uvijek stoje.